# Zsámbok
Zsámbok község Pest vármegyében, a Gödöllői járásban.

## Fekvése
Gödöllő vonzáskörzetében, a várostól keletre található a Pest, Heves, Jász-Nagykun-Szolnok hármas vármegyehatárnál. Közeli települések: Vácszentlászló, Tura, Dány, Kóka, Tóalmás, Valkó, Jászfényszaru.

## Megközelítése
Az M3-as autópályáról Gödöllőnél Valkón – Vácszentlászlón át, Bagnál vagy Hatvannál dél felé lekanyarodva Turán át érhetjük el a települést. Budapest felől megközelíthető még a 31-es főútvonal felől a Sülysáp – Kóka útvonalon. A XVII. kerület felől a legrövidebb út a Pécel – Isaszeg – Dány útvonal.
Nagykáta felől a Szentmártonkáta – Tóalmás az ajánlott útvonal, míg a Jászságból Jászfényszarun keresztül visz az út Zsámbokra.

## Története

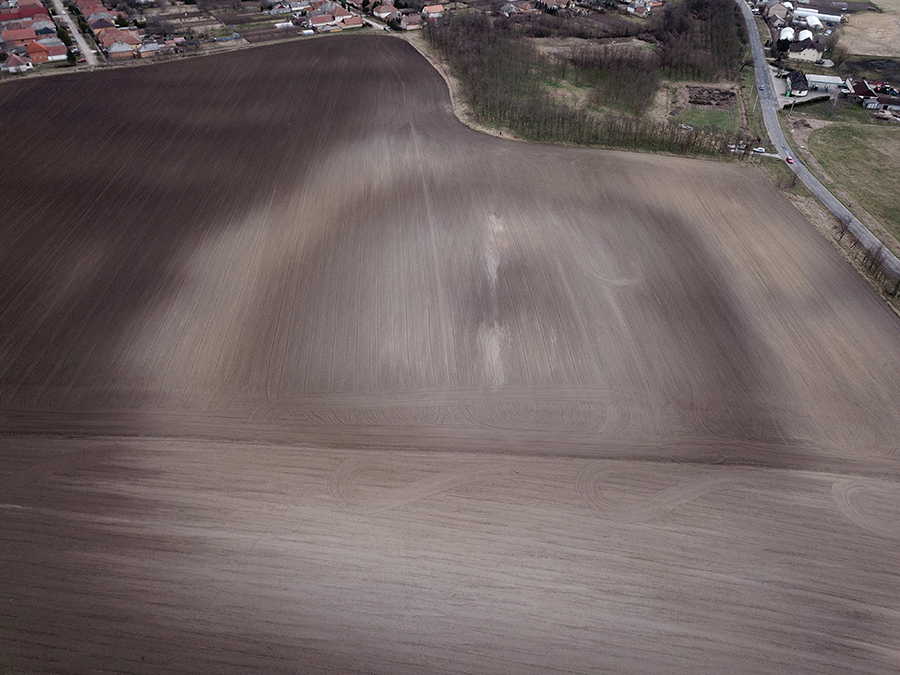
Kerek-halom

A község a középkorban délebbre helyezkedett el - az úgynevezett Pusztafaluban - a mai fekvéséhez viszonyítva. A Pusztafaluban is meg tudták teremteni a lakók az életfeltételeket, egy vár - amelyet a törökök erősítettek meg -, de egy pálosrendi kolostor is állt itt. Mivel azonban sokszor fenyegetett itt az árvíz, ezért a XVII. században magasabb térszínre költöztek.
Zsámbok község neve először 1328. május 18-án szerepel azon az oklevélen, amelyben a felhévízi keresztes konvent előtt Pest vármegye szolgabírói bejelentettek egy birtoknévváltozást. Zsámboki Márton fia, László szolgabíró 1328-tól 1331-ig szerepel ez oklevelekben. Ez a család birtokolta tehát a galgamenti Zsámbok települést, amelyből az is következik, hogy maga a község már korábban is létezett. A Zsámbok név francia eredetű, amely a Champagniai grófoktól származik. Ugyanis ők III. Béla második feleségével érkeztek az országba és Zsámbokot kapták itt birtokul. Mások szerint a falu mellett folyó Hajta patak vizenyős, zsombékos árterületéről is kaphatta a nevét. Egyes tudósok azonban a latin sambucus (jelentése: bodza) szóból eredeztetik a nevét.
A község neve sokféle formában és írásmóddal ismeretes a középkori és újkori forrásokból:
- 1328-ban Sambuc
- 1380-ban Sambok
- 1470-ben Tót Sambok
- 1561-ben Sombok, Sombog
- 1562-ben Sombok
- 1660-ban Sambok
- 1666-ban Zsambok
- 1675-ben Zsámbok alakban

Ez a név sok zavart okozott már, mivel egy betű kivételével teljesen azonos a dunántúli helységnévvel (Zsámbék). Ezért kezdeményezte a Zsámboki Tanács VB. 1952. augusztus 23-án a község nevének megváltoztatását Nagyzsámbokra, de a kérést a Belügyminisztérium, és az Országos Statisztikai Hivatal nem támogatta.
1424-ben a község Zsigmond király tulajdonában állt, aki feleségének, Borbálának ajándékozta. Később Albert királyé lett, majd Erzsébet királynéé. 1431-ben a Zsámboky, majd a Kókay családé volt, ez utóbbiak utódai ma is Zsámbokon élnek.
1440-ben Ulászló király Rozgonyi Simon egri püspöknek és a nánai Kompoltiaknak adta. 1467-ben Maróty, 1490-től pedig Corvin János volt a földbirtokos.
1754-ben kerültek ide a Beniczkyek, akik több szlovák jobbágyot hoztak magukkal. Közülük az első két földbirtokos Flórián és Ödön volt. Őket Beniczky Ferenc, Pest vármegye főispánja követte. 1905-ben halt meg, a zsámboki templom kriptájában van eltemetve, amely a család sírboltja volt. Felesége, Beniczkyné Bajza Lenke itt írta regényeit. Lányuk, Ágota báró Schell Ferenc felesége lett, fiuk, Ádám pedig hercegnőt vett feleségül.
A Beniczkyeknek három kastélyuk volt Zsámbokon: a Deák Ferenc utcait 1900-ban, a másikat az 1930-as években bontották le, az utolsót pedig a II. világháború végét követően maguk az emigrációra készülő tulajdonosok értékesítették bontott építőanyagként. A Beniczkyek leszármazottai a II. világháborút követően Angliába menekültek, és ma is ott élnek. Angol nyelven érdekes visszaemlékezés olvasható Beniczky Géza unokájától, Marie Countess Pejacsevich de Veröcze (1909–2004) írónőtől, aki Lily von Blanckenstein szerkesztésében adta ki kötetét.
A község a török hódoltság alatt is lakott volt.
A megszállás hosszú idejének ingadozó életszínvonalát a kivetett adók mértéke tükrözte. Az 1559. évi török fejadó lajstromban Zsámbok 26 adóköteles házzal szerepelt, amelyek évi jövedelme 3000 akcse volt. 1562-ben viszont a lakosság megnövekedett jövedelme miatt az adó mértéke meghaladta a 7000 akcsét. 1860-ban azonban már csak három adóköteles házzal szerepelt az adólajstromban.
A nagy pusztítás a török hódítás következményének tudható be, ugyanis 1600-ban Vác és Hévíz után a környék legnépesebb települése Zsámbok volt (1785-ben Gödöllő lélekszáma mindössze 720 fő volt, ami az akkori zsámboki népességnek csupán 68,2%-a).
Az ország visszafoglalása után lassú fejlődés indult meg, és 1720-ra 48 portát számoltak a községben. Ezután épült a község temploma is, amelynek alapkövét 1752-ben tették le. Jelenlegi helyén már 1673-ban állt templom.
Építéséhez a köveket a szlovák jobbágyok hordták kocsikon, akik többsége a nehéz munka elkerülése miatt elköltözött a községből. A plébánia 1777-ben épült, amikor befejeződött a templom belsejének festése. Az anyakönyvezés 1695-től folyik.
A barokk és rokokó templom műemlék. Fő látványossága az oltárkép, amely Szent Erzsébetet Mária Terézia arcával ábrázolja, illetve ezen látható az egyik kegyúri építtető, Beniczky Tamás is koldusként.
Az 1848-49-es polgári forradalmat megelőzően a jobbágyság legnagyobb terhe a robot volt. Ki voltak szolgáltatva a földesúrnak, amellett azonban nyomorogtak: a mai Deák Ferenc és Kossuth Lajos utcán helyezkedtek el viskóik, ezért ezt a két utcát ma is Kissornak és Nagysornak hívják. A zsellérek körében is hasonló nyomort lehetett tapasztalni.
Kisebb fellélegzést jelentett tehát a robotmunka megszűnése és a földosztás.
A szabadságharc ideje alatt Zsámbokon nem volt csata, de annál több sereg vonult át rajta. A bukás után pedig a győztes cári hadsereg ütötte fel itt a főhadiszállását.
A kiegyezés békét, de még nagyobb szegénységet hozott: Zsámbokon nem volt munkalehetőség. A nagyobb földbirtokkal rendelkezők csak a tavaszi és őszi munkacsúcsok idején tudtak munkát biztosítani, a befolyásosabbak pedig nem törekedtek arra, hogy üzemeket létesítsenek, közutakat építtessenek és bekapcsolják Zsámbokot a vasúti hálózatba.
Ennek ellenére "cifra nyomorúságot" lehetett itt tapasztalni. A lányok ugyanis jövedelmük nagy részét ruházkodásra költötték. A csinosabb lányok kapósabbak is voltak.
Az I. világháború a katonáskodással súlyosbította a kisemberek helyzetét. A halottak és sebesültek helyére állandó sorozással biztosították az utánpótlást, ami elsősorban a szegény embereket érintette. Nem kaphattak ugyanis felmentést a katonáskodás alól, az itthon maradóknak pedig el kellett viselnie a sorbanállás, a jegyrendszer, az áruhiány és az ijesztő háborús hírek okozta szenvedéseket.
Zsámboknak sok halott (68), sebesült, fogságba esett és eltűnt személy volt a háborús vesztesége. Veszélybe került azonban népviseletük és népszokásaik is: gyászoltak és mindennapi betevőjükért küzdöttek, a hagyományok ápolására már nem futotta erejükből. A Gyöngyösbokréta mozgalom volt a község segítségére abban, hogy a hagyományokat megőrizzék, és életben tartsák olyannyira, hogy a II. világháború már nem okozhatott bennük jelentős károkat.
A két világháború közötti időszakban új iskola épült a községben, lakást kapott az orvos és a jegyző is. Utak épültek, bevezették a villanyt, óvodát és gyógyszertárat építtettek.
A II. világháború harcai csak 1944 őszén érték el a községet, de a háború hatása már a kirobbanáskor érezhető volt. A katonáskodás ismét a szegények feladata volt, a jegyző egy-egy tehénért csak a gazdagokat mentette fel. Ugyanez a hatalom- és vagyonszerzési vágy hajtotta a község más vezetőit is, amelynek következtében több műemlék jellegű épületet lebontottak, köztük a Schell-kastélyt is.
A községben rengeteg ember vesztette életét, az életben maradtak pedig azt tapasztalhatták, hogy az ország rohamosan közeledik az összeomlás felé.
A község felszabadításáért november 15-én indultak meg a harcok. Ezek során Zsámbokot igen nagy mértékű pusztulás érte. Sok magánépület ment tönkre, de amit nem nyelt el a tűz, azt elrabolták. Mérhetetlen volt a kár az iskolában, az óvodában, a templomban, a gyógyszertárban, a postahivatalban, a két malom épületében és több üzletben is. Tönkrement a villamos- és telefonhálózat, az utak pedig használhatatlanná váltak. Az anyagi kár mellett jelentős volt a halottak száma.
Ezzel szemben a község már szabad volt, és ez nagy örömmel töltötte el a lakókat. A nagy örömben megfeledkeztek az utolsó kastélyról, amelyet a helybeliek egy fosztogató csoportja szó szerint szétszedett.
A romok eltakarításához a kezdő lendületet az orosz katonaság adta. Megkezdték az utak, a telefon- és villanyvezetékek helyreállítását. Lassan az intézmények is elkezdték tevékenységüket, de egyelőre csak magánházakban.
A pénz elértéktelenedése következtében az ősi cserekereskedelem bontakozott ki újra. Ennek az iskola újjáépítésében is nagy szerepe volt. A nevelők és a szülők gyűjtést rendeztek az iskola javára, az összegyűjtött élelmiszert pedig két tanteremre való berendezésre cserélték Pesten. Nagy segítséget jelentettek a falujárók is. Az elsők között a Goldberger gyár dolgozói jöttek el a községbe, majd őket az Édesipari gyár dolgozói követték. Közreműködésükkel nagyban elősegítették az iskola helyreállítását, de különböző programokat szerveztek a gyerekek számára.
1953. június 14-én rendezték meg Zsámbokon a Béke Világtanácsa egész napos ünnepségsorozatát. A választás elsősorban azért esett a községre, mert itt volt a környék legszebb népviselete. Az ünnepségre külföldről is érkeztek küldöttek, így a Szovjetunióból, Júdeából, Pakisztánból és Dél-Afrikából. A nagygyűlés délután zajlott le a réten, és a programot egy reggelig tartó bál zárta le.
Fordulópontot jelentett a község életében a mezőgazdasági termelőszövetkezet létrehozása 1951-ben. A kísérletezés évei után a jövedelme egyre magasabb lett, és a tagok létszáma is gyarapodott. A jelenlegi termelőszövetkezet 1960-ban alakult újjá, majd 1972. január 1-jén csatlakozott Valkóhoz és Vácszentlászlóhoz. A három termelőszövetkezet együtt alkotta a Zöldmező Mezőgazdasági Termelő és Értékesítő Szövetkezetet Vácszentlászló központtal.
Bár nincs kapcsolat a két folyamat között, hasonló folyamat zajlott le a három községben a közigazgatás kapcsán. A három települést 1975-től közös tanács irányította, és a területi közigazgatás központja Valkó lett. A különböző fejlesztési támogatásokból csak minimális összegek jutottak el Zsámbokra, és ez kedvezőtlenül hatott a község fejlődésére. A lakosság kezdeményezésére népszavazást tartottak, amit az Alkotmány deklarált, és a település több mint 90%-a a szétválásra szavazott. Zsámboknak 1987. január elsejétől van jogilag önálló polgármesteri hivatala.

## Közélete

### Polgármesterei
- 1990–1994: Holló Ilona (független)[5]
- 1994–1998: Kókai Zoltán (Egyesület Zsámbokért)[6]
- 1998–2002: Kókai Zoltán (független)[7]
- 2002–2006: Kókai Zoltán (független)[8]
- 2006–2010: Holló Ilona (független)[9]
- 2010–2014: Holló Ilona (független)[10]
- 2014–2019: Holló Ilona (független)[11]
- 2019–2024: Holló Ilona (független)[12]
- 2024– : Holló Ilona (független)[1]

## Népesség
A település népességének változása:
| Lakosok száma | 2352 | 2303 | 2361 | 2404 | 2398 | 2353 | 2354 |
|               | 2013 | 2014 | 2018 | 2021 | 2022 | 2023 | 2024 |

A 2011-es népszámlálás során a lakosok 90,9%-a magyarnak, 5,9% cigánynak, 0,3% németnek, 0,8% románnak mondta magát (9,1% nem nyilatkozott; a kettős identitások miatt a végösszeg nagyobb lehet 100%-nál). A vallási megoszlás a következő volt: római katolikus 65%, református 6,7%, evangélikus 1%, görögkatolikus 0,2%, felekezeten kívüli 7,8% (16,2% nem nyilatkozott).
2022-ben a lakosság 89,7%-a vallotta magát magyarnak, 3,8% cigánynak, 0,6% románnak, 0,3% németnek, 0,2% ukránnak, 0,1-0,1% görögnek és szlováknak, 3,1% egyéb, nem hazai nemzetiségűnek (10,2% nem nyilatkozott; a kettős identitások miatt a végösszeg nagyobb lehet 100%-nál). Vallásuk szerint 41,5% volt római katolikus, 5,3% református, 1,5% evangélikus, 0,2% görög katolikus, 3% egyéb keresztény, 0,4% egyéb katolikus, 11% felekezeten kívüli (36,8% nem válaszolt).

## Kultúra
- Népviselet: élő kultúra, a nyugdíjas korú asszonyok hétköznapokon is, a fiatalabbak az ünnepeken viselik.
- Zsámboki Népi Együttes: Györe Béláné Guszti néni vezetése mellett lett ismert az országban, zsámboki dalok, szokások, a "lakodalmas" bemutatásával.
- Zsámboki Teátristák: Szigetiné Simon Rozália vezetésével 2004-ben bemutatták és az Országos Falusi Színjátszó Fesztiválon “bronz” fokozatú elismerést érdemeltek ki Móricz Zsigmond: Sári bíró című népszínművének bemutatásával. Színpadra állított művek még: Kocsonya Mihály házassága, Illyés Gyula: Tűvétevők, Heltai Jenő: Naftalin, Nóti Károly: Lepsénynél még megvolt, Madame Sabine elrablása, Mikszáth Kálmán: A zöld légy és a sárga mókus, Nóti Károly: A nyúl, Baranyi Ferenc: A lónak vélt menyasszony, Szilágyi György: Hófehérke és a hét elgyötört törpe, Molière: Dandin György vagy a megcsúfolt férj, Jaques Duval: Francia szobalány, Carlo Goldoni: Mirandolina, Bencsik Imre: Kölcsönlakás, Ray Cooney: Páratlan páros
- "Lecsót a keceléből" fesztivál 2 napos kulturális, hagyományőrző és gasztronómiai rendezvény. (2003-tól minden évben augusztus első hétvégéjén megrendezve)

## Nevezetességei
A község római katolikus temploma 1752-54 között épült barokk stílusban, a lebontott középkori templom helyén. Védőszentjét, Árpád-házi szent Erzsébetet ábrázoló főoltárképe Bergl János osztrák festő műve.
A Galga, a Tápió mente és a Jászság találkozásánál fekvő magyar, római katolikus község tájháza a település középpontjában kapott helyet, 1969 óta látogatható. Az intézmény létrehozásában döntő szerepet vállalt Lapu Istvánné, aki évtizedeken át gyűjtötte a lakásbelső, a viselet és a gazdálkodás emléktárgyait. A ház eredetileg a nagygazdák közé tartozó Szalai család tulajdona volt, jelenlegi formájában századunk elején alakították ki.
Berendezése enteriőrszerű: egy módos parasztcsalád lakásának bútorzatát és gazdaságának szerszámkészletét mutatja be - kiegészítve azt a zsámboki népélet számos egyéb tárgyi emlékanyagával.
A falumúzeum a helyi hagyományőrző programok ünnepi színhelye is.
A településtől északra halad el a szarmaták által 324 és 337 között épített, a Dunát a Tiszával összekötő Csörsz árok nyomvonala.

## Külső hivatkozások
- Zsámbok az utazom.com honlapján